# CVM Tomis Constanța
Der CVM Tomis Constanța ist ein rumänischer Männer-Volleyballverein aus Constanța. Der Verein wurde 1996 als CSS 1 Midia Năvodari gegründet. 2002 erfolgte die Umbenennung in Volei Club Municipal Constanţa und 2005 in Club Volei Municipal Tomis Constanţa. Seit 1998 spielt man in der höchsten rumänischen Liga. Von 2007 bis 2015 wurde Tomis Constanţa sechsmal Rumänischer Meister und von 2005 bis 2014 achtmal Rumänischer Pokalsieger. Seit 2000 ist man auch auf europäischer Ebene aktiv, zunächst im Top Teams Cup, später im CEV-Pokal und im Challenge Cup. Größter Erfolg war ein dritter Platz im CEV-Pokal 2009. 2012/13 trat Tomis Constanța erstmals in der Champions League an.